# Jakintany Małe
Jakintany Małe (biał. Малыя Якентаны, Małyja Jakientany; ros. Малые Якентаны, Małyje Jakientany; pol. hist. także Jakientany Małe) – wieś na Białorusi, w obwodzie grodzieńskim, w rejonie ostrowieckim, w sielsowiecie Gierwiaty.

## Historia
W czasach zaborów wieś rządowa w gminie Soły, w powiecie oszmiańskim, w guberni wileńskiej Imperium Rosyjskiego. W 1866 roku liczyła 15 mieszkańców w 1 domu. W 1905 liczył 5 mieszkańców, 60 dziesięcin, własność Karkockiego.
Po I wojnie światowej pod administracją polską, w Zarządzie Cywilnym Ziem Wschodnich. W latach 1920–1922 w składzie Litwy Środkowej.
Od 11 kwietnia 1922 leżały w Polsce, w województwie wileńskim, w powiecie oszmiańskim, w gminie Soły.
W 1931 w 42 domach zamieszkiwało 198 osób.
Wierni należeli do parafii rzymskokatolickiej w Sołach. Miejscowość podlegała pod Sąd Grodzki w Oszmianie i Okręgowy w Wilnie; właściwy urząd pocztowy mieścił się w Sołach.
Po II wojnie światowej w granicach Związku Sowieckiego. Od 1991 w niepodległej Białorusi.